# Fritz Schattauer
Fritz Schattauer (* 21. Februar 1937 in Schurgupchen, Ostpreußen) ist ein ehemaliger deutscher Fußballspieler und -trainer.

## Sportliche Laufbahn

### Karriere als Spieler
Schattauer begann seine Fußballer-Karriere mit zwölf Jahren in St. Egidien (Sachsen). Spätere Stationen waren die DDR-Liga-Vereine BSG Chemie Glauchau von 1956 bis 1958 mit 57 Pflichtspielen/neun Toren und von Dezember 1958 bis 1968 BSG Wismut Gera mit 185 Spielen und 38 Toren. In der Saison 1966/67 spielte Schattauer mit Wismut Gera in der DDR-Oberliga. Nach einer schweren Knieverletzung bereits im ersten Spiel musste er lange pausieren und kam dann in der 2. Halbserie noch auf insgesamt zwölf Oberliga-Spieleinsätze mit einem Tor. Mehrfach wurde der Stürmer in Auswahlmannschaften (u. a. Südauswahl des Deutschen Fußball-Verbands) berufen. In der Saison 1964/65 wählte ihn das DDR-Fachblatt „Die Neue Fußballwoche“ (fuwo) zum besten Rechtsaußen der DDR-Ligastaffel Süd. Nach dem Abstieg aus der DDR-Oberliga in die DDR-Liga absolvierte Schattauer in der Saison 1967/68 noch zwei Spiele in der DDR-Liga und beendete danach seine Karriere im Leistungssport.

### Karriere als Trainer
Im Anschluss arbeitete Schattauer als Nachwuchstrainer, zunächst bei Wismut Gera und später fast 20 Jahre lang als Bezirkstrainer Gera. Unter seiner Leitung kamen die Nachwuchs-Teams zu vorderen Platzierungen bei DFV-Nachwuchsturnieren (DFV-Spartakiaden/Zentrale Spartakiaden). Mehrere Spieler schafften den Sprung in die DDR-Oberliga (FC Carl Zeiss Jena) und in die DDR-Nationalmannschaft, später auch in Teams der Bundesliga und die deutsche Nationalelf. Schattauer, der von 1971 bis 1974 an der DHfK Leipzig ein Sportlehrer-Studium absolvierte, organisierte und leitete die Förderung von Talenten sowie die Aus- und Fortbildung von Trainern in Bezirkssportschulen. Außerdem war er Mitautor im Ausbildungsprogramm für das Grundlagentraining in DFV der DDR sowie im Trainer-Rat der 1. Förderstufe im DFV. 1990 wurde er zum verantwortlichen Landestrainer im Thüringer Fußball-Verband berufen und leitete den Thüringer Stützpunkt des Deutschen Fußball-Bundes (DFB) in Bad Blankenburg mit ausgewählten Talenten des TFV. Außerdem war er zuständig für die Arbeit in den Stützpunkten des TFV sowie für die Formierung und Führung der Verbandsauswahlmannschaften. Von 1999 bis 2010 war Schattauer Talentscout des DFB in den A- und B-Juniorenligen der Bundesliga sowie bei den DFB-Sichtungsturnieren in Duisburg und Berlin. Bei der U-16-Europameisterschaft 2001 in England war er vom DFB als Spielbeobachter eingesetzt.